# Victoria Vivas
Victoria Vivas (Barcelona, 1966) es una actriz de cine, teatro y televisión española. 

## Filmografía
- Talón conforme (1982)
- Yo amo la danza de Ignacio F. Iquino (1984)
- Perras callejeras de José Antonio de la Loma (1985)
- Acosada de Sebastián D'Arbó (1985)
- CV cortometraje de Xavier Sánchez Cano (1985)
- Locas vacaciones de Hubert Frank
- Gioco di specci de José María Sánchez
- Oficio de muchachos de Carlos Romero Marchent (1986)
- Tierras salvajes de Mariano Vázquez
- Garum de Tomás Muñoz Torres (1988)
- No hagas planes con Marga de Rafael Alcázar (1988)
- Si te dicen que caí de Vicente Aranda (1989)
- El amor sí tiene cura de Javier Aguirre (1991)
- Mal de amores de Carles Balagué (1993)
- Por fin solos de Antonio del Real (1994)
- Fort Laramie, cortometraje
- El cianuro ¿solo o con leche? de José Miguel Ganga (1994)
- Libertarias de Vicente Aranda (1996)

## Teatro
- Sin chapa y sin collar (Compañía de Paco Morán) (1986)
- Todos eran mis hijos de Arthur Miller (1988)
- Madame Butterfly, dirigida por Ángel García Moreno (1989)
- La venganza de don Mendo, dirigida por Gustavo Pérez Puig
- El guerrero del antifaz, dirigida por Mara Recatero
- La chunga, dirigida por Miguel Narros y sustituyendo a Emma Suárez
- Su amiga que lo es, junto a Florinda Chico
- ¿Dónde están mis pantalones?, dirigida por Ángel F. Montesinos

Galas con Andrés Pajares
- Un marido de alquiler de Juan José de Arteche, dirigida por Manuel Canseco (1992)

Galas con Pedro Ruiz
- Las aventuras de David el gnomo (Grau Producciones)
- Usted puede ser un asesino, dirigido por Antonio Guirau (1994)
- La fierecilla domada en Los veranos de la Villa (1994)
- El yermo de las almas de Ramón del Valle Inclán (1996)

## Programas de televisión
- Ahí te quiero ver, colaboraciones en el programa de Rosa María Sardá en TVE (1985)
- Tres y el astrólogo (TV3)
- No passa res (TV3)
- Un dos tres, dirigido por Narciso Ibáñez Serrador y presentado por Mayra Gómez Kemp. Participa en la sexta temporada (1987-88) junto a Kim Manning, Silvia Marsó, Isabel Serrano, Beverly Rolls, Jenny Hill, Gloria Fernández y Esther del Prado, entre otras.
- Sara y punto, participa en un episodio de esta serie protagonizada por Sara Montiel en TVE.
- VIP, concursante en una de las ediciones de este concurso presentado por Emilio Aragón en Tele 5.
- Encantada de la vida. Participa en algunas ediciones de este programa de Antena 3 TV presentado por Concha Velasco y dirigido por Ángel F. Montesinos.
- Mis terrores favoritos, acompañando a Narciso Ibáñez Serrador en algunos sketches para TVE
- Colorín colorado en TVE (1993)
- ¡Hola, Raffaella!, invitada en una de las ediciones de 1994

## Series de televisión
- El xou de la familia Pera (TV3) (1985)
- Pepe Carvalho: Participa en el episodio "El mar es un cristal opaco", dirigido por Adolfo Aristarain para TVE (1986)
- Primera función: El cuerpo, de Lauro Olmo, dirigido por Vicente Amadeo para TVE (1989)
- Primera función: Los tres etcéteras de Don Simón, dirigido por Vicente Amadeo para TVE (1989)
- Primera función: El escaloncito, dirigido por Marcelo Bravo para TVE (1989)
- La caputxeta bermella, dirigida para TV3 por J. Sánchez Cano
- Un marido de ida y vuelta, siendo una de las actrices de esta versión teatral hecha por Tele 5
- Don Rock, coproducción francesa dirigida por Rafael Alcázar
- Canguros, participa en un episodio de esta serie de Antena 3 TV dirigida por José Miguel Ganga (1994)
- ¿Quién da la vez? de Antena 3 TV (1994)
- Hermanos de leche de Antena 3 TV (1994)
- Los ladrones van a la oficina de Antena 3 TV, dirigida por Tito Fernández (1994)
- Viaje al Español, dirigida por Fernando Campos para TVE.
- La revista: Yo soy casado señorita, dirigida por José Luis Moreno para TVE (1996))
- La revista: Los inseparables, dirigida por José Luis Moreno para TVE (1996)

- Datos: Q45456620